# Maxime Lubat
Maxime Vincent Lubat (ur. 6 czerwca 1914 w Bordeaux, zm. w 1942) – francuski zapaśnik walczący w stylu klasycznym. Olimpijczyk z Berlina 1936, gdzie zajął jedenaste miejsce w wadze półśredniej.

## Letnie Igrzyska Olimpijskie 1936
| Konkurencja          | Rundy eliminacyjne   | Rundy eliminacyjne      | Klas. końcowa |
| Konkurencja          | Przeciwnik I         | Przeciwnik II           | Miejsce       |
| -------------------- | -------------------- | ----------------------- | ------------- |
| 72 kg styl klasyczny | Adolf Rieder (SUI) P | Rudolf Svedberg (SWE) P | 11.           |